# Текийе-Сепехсалар
Текийе-Сепехсалар (перс. تکیه سپهسالار‎) — село на севере Ирана, в остане Альборз. Входит в состав шахрестана Кередж. Является частью дехестана (сельского округа) Асара бахша Асара.

## География
Село находится в северо-восточной части Альборза, в горной местности южной части Эльбурса, на расстоянии приблизительно 27 километров к северо-востоку от Кереджа, административного центра провинции. Абсолютная высота — 2077 метров над уровнем моря.

## Население
По данным переписи 2006 года население села составляло 349 человек (184 мужчины и 165 женщин). В Текийе-Сепехсаларе насчитывалось 106 домохозяйств. Уровень грамотности населения составлял 68,77 %. Уровень грамотности среди мужчин составлял 76,09 %, среди женщин — 60,61 %.